# Адміністративний устрій Новосанжарського району
Адміністративний поділ Новосанжарського району — адміністративно-територіальний поділ Новосанжарського району Полтавської області на 1 селищну громаду, 4 сільські громади і 10 сільських рад, які об'єднують 76 населений пункт.

## Список громадНовосанжарського району
| № | Назва                              | Центр              | Населені пункти | Площа км² | Місце за площею | Населення (2001), чол. | Місце за населенням |
| - | ---------------------------------- | ------------------ | --- | --------- | --------------- | ---------------------- | ------------------- |
| 1 | Драбинівська сільська громада      | c. Драбинівка      | c. Богданівка с. Варварівка с. Веселка с. Вільний Степ с. Вовківка c. Галущина Гребля с. Довга Пустош c. Драбинівка с. Дудкин Гай c. Крута Балка c. Кустолове с. Лугове с. Малі Солонці с. Мушина Гребля с. Райдужне c. Суха Маячка |           |                 |                        |                     |
| 2 | Малоперещепинська сільська громада | c. Мала Перещепина | с. Велике Болото с. Кустолове Перше с. Лисівка c. Мала Перещепина с. Маньківка c. Пологи с. Пристанційне c. Старі Санжари с. Стрижівщина                                                                                            |           |                 |                        |                     |
| 3 | Нехворощанська сільська громада    | c. Нехвороща       | с. Андріївка с. Бурти с. Губарівка c. Лівенське c. Маячка c. Нехвороща с. Рекунівка с. Світлівщина c. Соколова Балка c. Шедієве |           |                 |                        |                     |
| 4 | Новосанжарська селищна громада     | смт Нові Санжари   | c. Зачепилівка смт Нові Санжари |           |                 |                        |                     |
| 5 | Руденківська сільська громада      | c. Руденківка      | c. Великі Солонці с. Дубина c. Клюсівка с. Мар'янівка с. Пологи-Низ с. Пудлівка c. Руденківка |           |                 |                        |                     |

## Список сільських радНовосанжарського району
| №  | Назва                              | Центр                | Населені пункти                                                     | Площа км² | Місце за площею | Населення (2001), чол. | Місце за населенням |
| -- | ---------------------------------- | -------------------- | ------------------------------------------------------------------- | --------- | --------------- | ---------------------- | ------------------- |
| 1  | Великокобелячківська сільська рада | c. Великий Кобелячок | c. Великий Кобелячок с. Козуби с. Сулими с. Шовкопляси              |           |                 |                        |                     |
| 2  | Кунцівська сільська рада           | c. Кунцеве           | c. Кунцеве с. Балівка с. Вісичі с. Ганжі с. Собківка                |           |                 |                        |                     |
| 3  | Лелюхівська сільська рада          | c. Лелюхівка         | c. Лелюхівка с. Забрідки                                            |           |                 |                        |                     |
| 4  | Малокобелячківська сільська рада   | c. Малий Кобелячок   | c. Малий Кобелячок с. Горобці с. Ємцева Долина с. Лахни с. Олійники |           |                 |                        |                     |
| 5  | Писарівська сільська рада*         | c. Писарівка         | c. Писарівка                                                        |           |                 |                        |                     |
| 6  | Полузірська сільська рада**        | c. Полузір'я         | c. Полузір'я с. Бондури с. Дмитренки                                |           |                 |                        |                     |
| 7  | Попівська сільська рада            | c. Попове            | c. Попове с. Бечеве                                                 |           |                 |                        |                     |
| 8  | Стовбино-Долинська сільська рада   | c. Стовбина Долина   | c. Стовбина Долина с. Грекопавлівка с. Давидівка с. Коби            |           |                 |                        |                     |
| 9  | Судівська сільська рада            | c. Судівка           | c. Судівка с. Бридуни с. Назаренки с. Шпортьки                      |           |                 |                        |                     |
| 10 | Супротивнобалківська сільська рада | c. Супротивна Балка  | c. Супротивна Балка с. Кальницьке с. Пасічне                        |           |                 |                        |                     |

* Примітки: смт - селище міського типу, с. - село, * - Писарівська с/р увійшла до складу Заворсклянської ОТГ Полтавського району, ** - Полузірська с/р увійшла до складу Мачухівської ОТГ Полтавського району

## Колишні населені пункти
- Гергели († 1995)
- Білоконі († 1999)
- Шевці († 2008)
- Кочубеївка († 2009)